# 青白石街道
青白石街道，是中华人民共和国甘肃省兰州市城关区下辖的一个街道办事处。

## 行政区划
青白石街道下辖以下地区：
白道坪村、上坪村、石沟村、碱水沟村、青石湾村、杨家湾村、大浪沟村、马家沟村和青山村。